# Jakob Elsner (Theologe)
Jakob Elsner (* März 1692 in Saalfeld; † 8. Oktober 1750 in Berlin) war ein deutscher lutherischer Theologe.

## Leben
Jakob Elsner wurde im März 1692 in Saalfeld geboren als Sohn eines dort angesehenen und reichen Bürgers, dessen Vorfahren aus Böhmen stammen. Der Vater wollte, dass sein Sohn Kaufmann wurde, dieser aber zeigte daran kein Interesse, sondern wollte studieren. Nachdem Elsner auf einer Schule seiner Vaterstadt vorgebildet worden war, bezog er die Universität Königsberg, um sich unter anderem den orientalischen Sprachen zuzuwenden. An der reformierten Schule in Königsberg wurde er 1715 als Konrektor eingestellt, zugleich wurde er auch Hauskaplan des Grafen Alexander zu Dohna. Bereits 1717 gab er diese Stelle auf und unternahm eine Studienreise durch Danzig, Berlin und Kleve, bis er in den Niederlanden ankam. Dort blieb er vier Jahre und bildete sich in biblischer Hermeneutik und Altertumskunde aus.
Insgesamt erwarb sich Elsner schon zu dieser Zeit in der Gelehrtenwelt einen solchen Ruf, dass ihn der preußische König 1720 als Theologie- und Orientalistikprofessor an das akademische Gymnasium Lingen berief. Kurze Zeit später wurde er außerdem Prediger der dortigen reformierten Gemeinde. Außerdem erhielt er 1728 von der theologischen Fakultät der Universität Utrecht den Doktorgrad der Theologie. Zwei Jahre darauf ging er als Leiter und erster Professor an das Joachimsthalsche Gymnasium, nachdem er den Ruf zunächst nicht wahrhaben wollte. An der Schule war durch das Wirken des vorherigen Schulleiters Unordnung und Anarchie ausgebrochen, was Elsner zu verbessern suchte. Rühmlich bewältigte er die Aufgabe, die Schule wieder von Zucht und Ordnung zu erfüllen.
Weil ihm die Stelle am Gymnasium mit zu viel Stress verbunden war, suchte er nach einer stilleren Betätigung und wollte einen Ruf als zweiter Prediger an der Parochialkirche annehmen. Schließlich ernannte man ihn aber auch zum Konsistorialrat und geistlichen Inspektor des Joachimthalschen Gymnasiums. Später wurde er erster Prediger und Kirchendirektor für die reformierten Gemeinden. 1742 wurde er Direktor für die schönen Wissenschaften bei der Königlichen Gesellschaft, die ab 1744 die Akademie der Wissenschaften war.
Am 8. Oktober 1750 starb Elsner 58-jährig in Berlin.
Trotz seiner Ämter verfasste Elsner auch Werke, von denen er insbesondere seine Predigten veröffentlichte. Abgesehen von den Observationes sacrae in Novi Foederis libros und seiner Neuesten Beschreibung oder Abbildung der heutigen Griechischen Christen in der Türkey haben seine Werke aber keine wissenschaftliche Bedeutung. Letztgenanntes Werk ist insofern bedeutend, da es den damaligen Zustand der griechischen Kirche illustriert; es basiert auf Angaben eines griechischen Geistlichen, der durch Europa reiste.

## Werke
- Observationes sacrae in Novi Foederis libros (erster Band Holland 1720, zweiter Band 1728)
- Neueste Beschreibung oder Abbildung der heutigen Griechischen Christen in der Türkey aus glaubwürdiger Erzehlung Herrn Athanasius Dorostamus, Archimandriten des Patriarchen zu Constantinopel mit vielen Zeugnissen der berühmtesten Nachrichten und eignen Anmerkungen herausgegeben (1737)